# Bologna (tỉnh)
Tỉnh Bologna (Tiếng Ý: Provincia di Bologna) là một tỉnh cũ ở vùng Emilia-Romagna của Ý. Tỉnh lỵ là thành phố Bologna. Từ năm 2015, tỉnh bị thay thế bằng thành phố trung tâm Bologna.

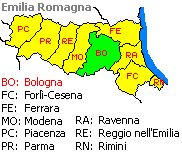
Vị trí tỉnh trong Emilia-Romagna.

Tỉnh này có diện tích 3.702 km², tổng dân số là 944.297 (2005). Có 60 đô thị (danh từ số ít: comune) ở trong tỉnh này  Lưu trữ ngày 7 tháng 8 năm 2007 tại Wayback Machine, xem Các đô thị tỉnh Bologna. Tại thời điểm ngày 31 tháng 5 năm 2005, các đô thị chính xếp theo dân số là:
| Đô thị                    | Dân số  |
| ------------------------- | ------- |
| Bologna                   | 374.566 |
| Imola                     | 66.296  |
| Casalecchio di Reno       | 34.770  |
| San Lazzaro di Savena     | 30.067  |
| San Giovanni in Persiceto | 24.984  |
| Castel San Pietro Terme   | 19.695  |
| Pianoro                   | 16.647  |
| Zola Predosa              | 16.530  |
| Castel Maggiore           | 16.464  |
| Budrio                    | 16.198  |
| Medicina                  | 14.850  |
| Molinella                 | 14.767  |
| Sasso Marconi             | 14.319  |
| Castenaso                 | 13.663  |
| Crevalcore                | 12.616  |
| Calderara di Reno         | 12.573  |
| Ozzano dell'Emilia        | 11.264  |
| Anzola dell'Emilia        | 11.249  |
| San Pietro in Casale      | 10.837  |
| Monte San Pietro          | 10.834  |